# 文化省 (ブラジル)
文化省（ぶんかしょう、葡：Ministério da Cultura：MC）は、ブラジルの中央官庁。ブラジルにおける芸術、文化的アイデンティティの推進・奨励や、考古学、民俗伝承、歴史財産の研究・保護などを職掌とする。

## 沿革
ジョゼ・サルネイ大統領政権下の1985年3月15日にn 91.144号法に従い創設される。
フェルナンド・コロール・デ・メロ大統領政権下の1990年4月12日に文化総局に改編され大統領直轄の官庁となるが、イタマル・フランコ大統領政権下の1992年11月19日にn 8.490法が施行され再び文化省に戻される。
フェルナンド・エンリケ・カルドーゾ大統領政権下の1998年5月27日にn 9.649法により大規模な改編が実施される。これにより文化省は国家的に重要と指定した特定の分野（演劇や映画）への後援を推進した。
2003年にはブラジルを代表する音楽家ジルベルト・ジルが大臣に就任し、2008年まで在任した。
2016年5月12日には当時の大統領代行ミシェル・テメルが文化省を廃止し、教育文化省に再編したが、これへの抗議活動がまもなくブラジルの各都市で発生し、リオデジャネイロの文化省が入る政府庁舎やベロオリゾンチ、サンパウロ、ブラジリアなどのブラジル芸術基金（フナルテ）事務所が占拠される事態となった。オットーやアルナルド・アントゥネスといった歌手をはじめとするアーティストも、この抗議活動に参加した。その結果、5月23日に廃止は取り消されたが、2019年に大統領に就任したジャイール・ボルソナロは改めて文化省を廃止した。続く第2次ルイス・イナシオ・ルーラ・ダ・シルヴァ政権で再び設立された。

## 組織
- 国立歴史遺産研究所（IPHAN）
- 国立映画庁（Ancine）
- ルイ・バルボサ家屋財団（FCRB）
- パウマーレス文化財団（FCP）
- 国立美術財団（Funarte）
- 国立図書館財団（BN）

## 歴代大臣
| 代                                  | 氏名                                           | 在任期間                | 大統領                                 |
| 文化大臣                            | 文化大臣                                       | 文化大臣                | 文化大臣                               |
| ----------------------------------- | ---------------------------------------------- | ----------------------- | -------------------------------------- |
| 1                                   | ジョゼ・アパレシド・デ・オリヴェイラ           | 1985.3.15 - 1985.5.29   | ジョゼ・サルネイ                       |
| 2                                   | アルイジオ・ピメンタ                           | 1985.5.30 - 1986.2.14   | ジョゼ・サルネイ                       |
| 3                                   | セルソ・フルタード                             | 1986.2.14 - 1988.7.28   | ジョゼ・サルネイ                       |
| 4                                   | ウーゴ・ナポレアン・ド・レゴ・ネト             | 1988.7.28 - 1988.9.19   | ジョゼ・サルネイ                       |
| 5                                   | ジョゼ・アパレシド・デ・オリヴェイラ           | 1988.9.19 - 1990.3.14   | ジョゼ・サルネイ                       |
| 文化総局長                          |                                                |                         |                                        |
| 6                                   | イポジュカ・ポンテス                           | 1990.3.14 - 1991.3.10   | フェルナンド・コロール・デ・メロ       |
| 7                                   | セルジオ・パウロ・ロアネト                     | 1991.3.10 - 1992.10.2   | フェルナンド・コロール・デ・メロ       |
| 文化大臣                            |                                                |                         |                                        |
| 8                                   | アントニオ・オワイス                           | 1992.10.2 - 1993.9.1    | イタマル・フランコ                     |
| 9                                   | ジョゼ・ジェロニモ・モスカルド・デ・ソーサ     | 1993.9.1 - 1993.12.9    | イタマル・フランコ                     |
| 10                                  | ルイス・ロベルト・ド・ナシメント・エ・シルヴァ | 1993.12.15 - 1994.12.31 | イタマル・フランコ                     |
| 11                                  | フランシスコ・ウェフォルト                     | 1995.1.1 - 2002.12.31   | フェルナンド・エンリケ・カルドーゾ     |
| 12                                  | ジルベルト・ジル                               | 2003.1.1 - 2008.7.30    | ルイス・イナシオ・ルーラ・ダ・シルヴァ |
| 13                                  | ジューカ・フェレイラ                           | 2008.7.30 - 2011.1.1    | ルイス・イナシオ・ルーラ・ダ・シルヴァ |
| 14                                  | アナ・デ・オランダ                             | 2011.1.1 - 2012.9.13    | ジルマ・ルセフ                         |
| 15                                  | マルタ・スプリシ                               | 2012.9.13 - 2014.11.11  | ジルマ・ルセフ                         |
| 代行                                | アナ・クリスティーナ・ワンゼラー               | 2014.11.11 - 2015.1.1   | ジルマ・ルセフ                         |
| 16                                  | ジューカ・フェレイラ                           | 2015.1.1 - 2016.5.12    | ジルマ・ルセフ                         |
| 教育文化省に統合 (2016.5.12 - 5.24) |                                                |                         |                                        |
| 17                                  | マルセロ・カレーロ                             | 2016.5.24 - 2016.11.18  | ミシェル・テメル                       |
| 18                                  | ロベルト・フレイレ                             | 2016.11.18 - 2017.5.22  | ミシェル・テメル                       |
| 代行                                | ジョアン・バティスタ・デ・アンドラーデ         | 2017.5.22 - 2017.7.24   | ミシェル・テメル                       |
| 19                                  | セルジオ・サ・レイタン                         | 2017.7.24 - 2019.1.1    | ミシェル・テメル                       |
| 20                                  | マルガレート・メネゼス                         | 2023.1.1 -              | ルイス・イナシオ・ルーラ・ダ・シルヴァ |